# Sistema monetari carolingi

Europa a la mort de Carlemany. Aleshores només hi havia tres sistemes monetaris: el bizantí, el musulmà i el novell carolingi, que també havien adoptat els regnes anglosaxons britànics

El sistema monetari carolingi fou un model monetari implantat per Carlemany mitjançant una reforma legislativa efectuada la darrera part del seu regnat (768-814) i que va ser sostingut pels seus successors i pobles veïns. Alguns dels seus aspectes s'han mantingut vigents fins a finals del segle xx en els sistemes monetaris de tradició carolíngia.
La reforma va tenir un ampli abast: el reforç de la regalia monetària, o potestat del rei del dret de la moneda; l'articulació d'un sistema monometàl·lic basat en l'argent; la fixació del pes de la lliura en 434,8 g, que prendria el nom de lliura carolíngia; la creació d'un diner efectiu de plata a raó de 1/240 parts de la lliura i; reforma de la mesura intermèdia, el sou, format per 12 diners, i per tant, cada 20 d'ells conformadors d'una lliura. En el sistema carolingi, i en gairebé tots els seus derivats de l'alta edat mitjana, només existiren el diner i el seu òbol com a moneda efectiva, essent la lliura i el sou unitats de compte.
El sistema, malgrat la seva degeneració posterior, va servir de base sobre el que es varen sustentar gairebé tots els sistemes monetaris d'Europa occidental a partir de la seva creació, especialment en la comptabilitat, a raó que 12 diners feien un sou i 20 sous 1 lliura, o, altrament, 240 diners feien una lliura.

## Antecedents

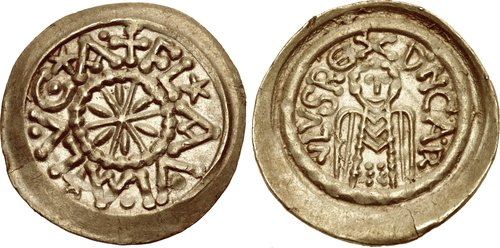
Trient d'or de Carlemany anterior a la reforma. Seca de Lucca

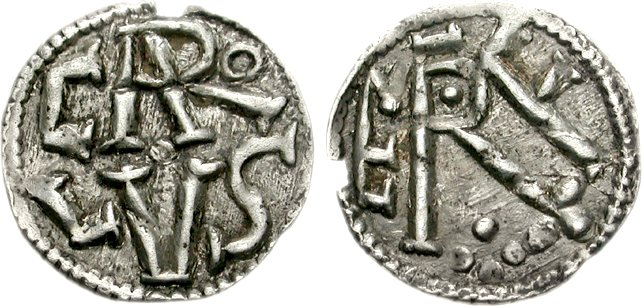
Diner de Carlemany de dues línies anterior a la reforma, 1.05 g. Seca de Milà

La caiguda de l'Imperi Romà va provocar la desorganització de la circulació monetària. Els nous regnes germànics subsegüents, una vegada assentats i consolidats, varen adoptar distintes mesures regulatòries en matèria monetària. Pel que fa als francs disposaven d'una moneda d'argent de baix pes a raó de 25 sous la lliura, però a l'entorn del 754 Pipi el Breu va dictar l'edicte de Vernon, segons el qual la lliura es va dividir en 22 sous, guanyant pes, i a més es va prohibir l'emissió no controlada de moneda, amb la qual cosa es tancaren els centres de producció privats. Així, el rei esdevenia l'únic titular del dret de la moneda en els seus estats.

## La reforma de Carlemany

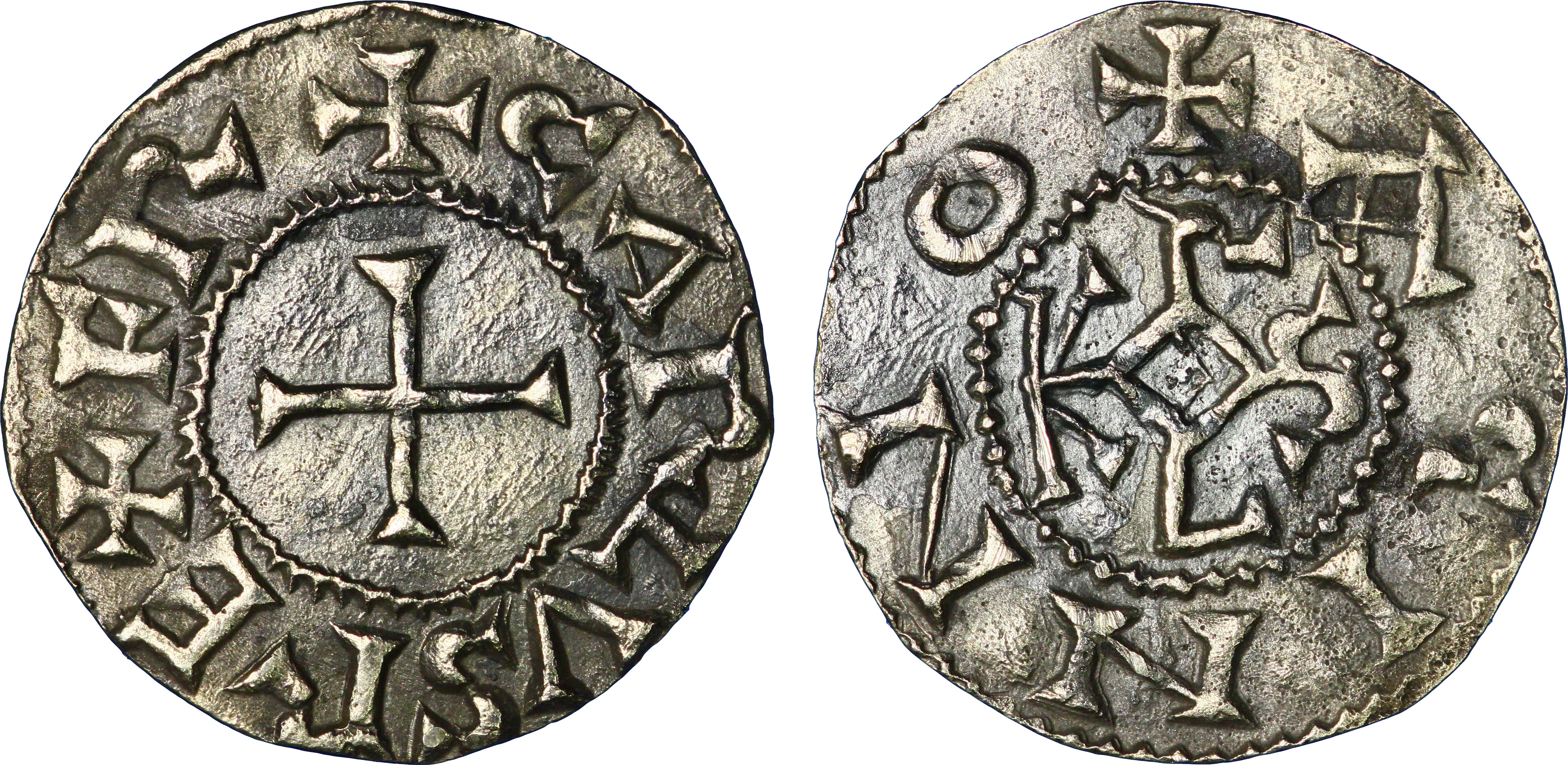
Diner de Carlemany posterior a la reforma amb títol reial, 1,36g. Seca d'Agen

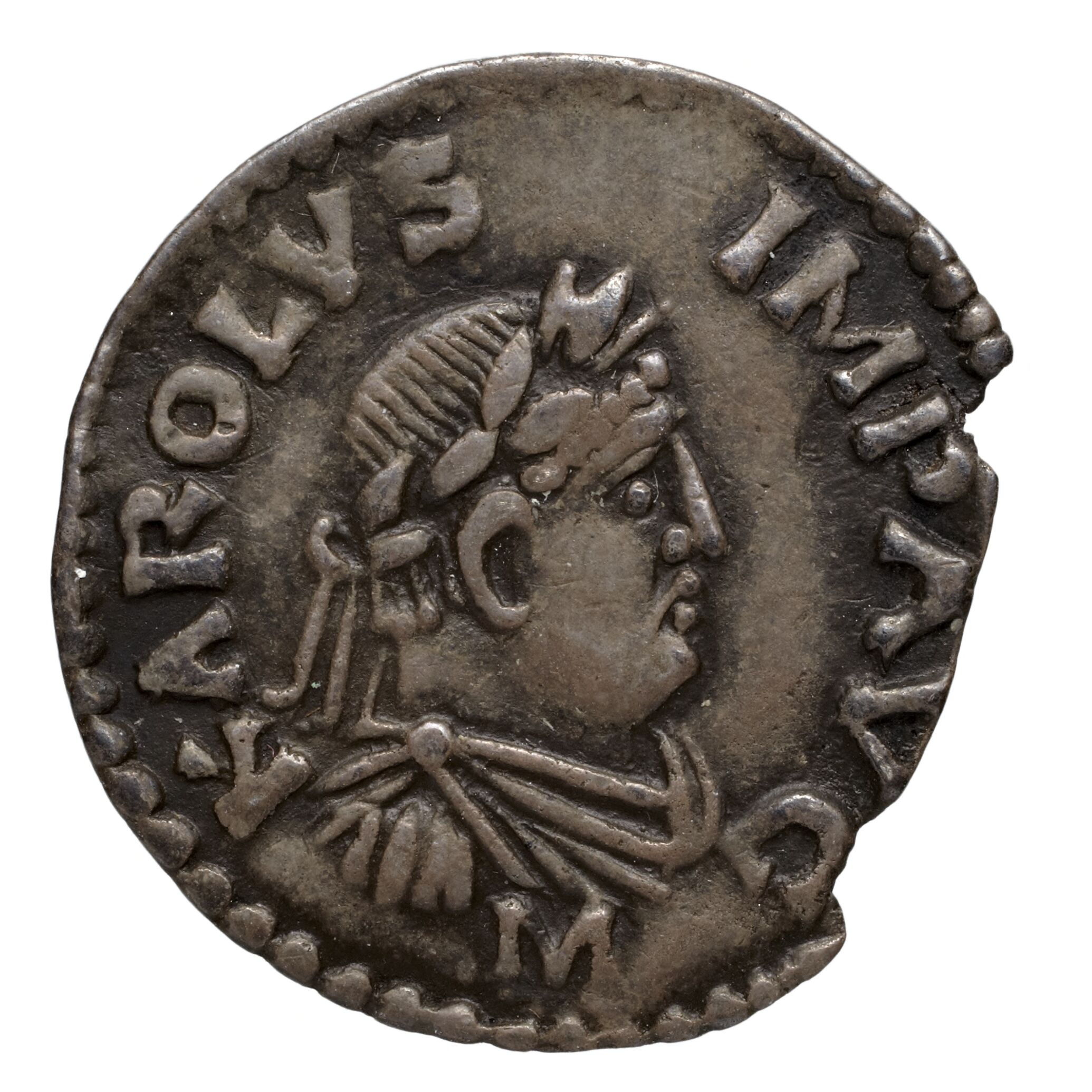
Diner de Carlemany amb títol imperial, 1,6g. Seca de Frankfurt del Main

S'ha de tenir present que Carlemany encunya tres tipus de moneda: els no reformats que seguien les determinacions de Vernon i que incloïa trients d'or (768-781), els reformats amb títol reial (781-812) i, els imperials, intrínsecament com els anteriors però amb la nova titulació que es creu que no va emprar en la moneda fins a ser reconegut per l'Imperi Romà d'Orient (812-814).
El 781 la nova llei estableix el pes de la lliura en uns 434,8 g actuals, la qual es divideix en 20 sous i cada un d'ells en 12 diners, denaris en llatí. Per tant, a partir d'una lliura de plata, s'han d'encunyar 240 diners la qual cosa situa el pes teòric dels nous diners en uns 1,8 g d'argent fi (o llei de 11,5 diners sobre 12 de puresa, actualment llei de 958/1000), si bé els pesos coneguts en l'actualitat tendeixen a una certa minva cosa que ha fet suposar l'atresorament dels de millor pes i la distribució dels pitjors, en compliment de la Llei de Gresham, amb la qual cosa es va començar a dissociar el valor "nominal" del "real", circumstància sobre la qual es fonamentarà la degradació posterior del numerari efectiu.
Els primers diners reformats tenien, a l'anvers una creu equilateral al centre i la llegenda "CARLVS REX FR[ancorvm]", mentre que al revers hi figurava un monograma referit a Carlemany i a la llegenda el nom de la població emissora, generalment seu d'un comtat. Posteriorment, les monedes imperials portaren el bust de l'emperador i la llegenda IMP AUG KAROLVS i un revers variable que incloïa el nom o un indicatiu de la població on s'havia batut.
Durant el regnat de Carlemany, s'identifiquen 34 localitats on es bat moneda, 22 al territori de l'actual França, 6 a la península itàlica, 4 a l'actual Catalunya i 3 a l'actual Alemanya. Molt aviat, cap el 790, el rei Offa de Mercia, que no estava sotmès a Carlemany, va adoptar el sistema monetari carolingi que ràpidament es va expandir pels regnes d'East Anglia, Kent i Wessex, però tots ho feren sobre una lliura de pes més baix, coneguda modernament amb el nom de lliura de la torre, d'uns 350 g, de la qual cosa en resultaria un diner rebaixat d'uns 1,46 g.

## Les emissions carolíngies a Catalunya
En temps de Carlemany es varen batre diners de monograma a Girona, Empúries, Roses i Barcelona, en una data indeterminada però que ha de ser posterior al 785 en que es conquerí Girona als musulmans (data que pot servir de referència també per a la conquesta d'Empúries i de Roses), i el 812 en que Carlemany es reconegut emperador per Bizanci, títol amb el qual no se’n coneix cap exemplar d'aquestes seques, entre aquestes dates també es va produir la conquesta de Barcelona (802). Aquestes emissions tenen un pes baix que resulta anòmal, oscil·la entre els 0,96 g i 1,38 g, i no s'ha trobat una explicació a aquest fet, si bé Miquel Crusafont apunta que una emissió de campanya en podria ser la causa.
Lluís el Pietós també va batre amb el títol imperial a les mateixes seques, però les seves monedes tenen un pes regular situat entre 1,30 g i 1,85 g. Finalment també Carles el Calb va batre, però únicament a Barcelona i només òbols que és un tipus aliè a la moneda carolíngia fins a aquell moment i que a més tornen a tenir un pes baix, entre 0,52 i 0,6; també el seu mal art fa pensar que els encunys foren realitzats per obridors del país, a diferència dels anteriors.
Serà precisament en el regnat de Carles el Calb en que s'inicia un lent procés d'autonomia monetària del grup comtal de Barcelona-Girona-Ausona (l'únic que continuava batent moneda a Catalunya), que es sorprenent per la seva precocitat en el marc carolingi. En primer lloc, l'any 862 el bisbe Frodoí de Barcelona rep el terç de la moneda; en algun moment Frodoí aprofità la situació per apropiar-se-la plenament, tot mantenint la nominació reial a la llegenda, creant un tipus que s'ha denominat de “monograma indesxifrat”, i que per a Crusafont és una representació esquemàtica de la tomba de Santa Eulalia, trobada per Frodoí l'any 878, creant així un tipus autònom, de pes feble de 1 g a 1,6 g. Les llegendes a nom de Carles, a nom de Lluís i posteriorment indesxifrables de pes molt baix, de 0,56 g a 0,66 g, així com grans diferències qualitatives en el seu art, però amb una alt contingut en plata, permeten suposar un llarg període d'emissió que cobriria des de finals del segle ix i gairebé tot el x.
Per una altra part, l'any 899 Carles el Simple donà al comte Guifré Borrell el dret de la moneda del comtat d'Osona, primer cas en què es documenta una concessió monetària a un comte en tot el període carolingi, i el mateix comte fa cessió al bisbe de Vic de la donació reial en el seu testament l'any 912. Pocs anys després, el 934 el comte Sunyer fa donació del terç de la moneda al bisbe de Girona, però aquesta vegada ho fa sense invocar cap concessió reial, sobiranament. Per a Crusafont els comtes de Barcelona devien haver recuperat d'alguna manera la moneda barcelonina, ja que no es versemblant que, podent, es quedessin sense cap moneda sota el seu control, els indicis d'això serien que: des de finals del segle x la moneda ja porta el nom del comte; es conserva documentació comtal ordenant qüestions relatives a la moneda des de 1056 i; un document de 1131 en que s'afirma que Ramon Berenguer III tenia la moneda en feu del bisbe de Barcelona.
Sigui com sigui, es pot considerar que l'any 934 els comtats catalans han assolit la independència monetària, 54 anys abans que Borrell II, trenques el vassallatge amb la dinastia Capet. Tot i això, l'ús documental dels termes propis del sistema carolingi, lliures, sous i diners fa pensar que el model comptable carolingi estava ben instaurat. Cal considerar també que, tot i la seva precocitat, el cas català exemplifica prou la dinàmica centrifuga que experimentà l'Imperi carolingi en matèria monetària a partir de la seva decadència.